# Průsmyk Tonale
Průsmyk Tonale ( italsky Passo del Tonale, německy Tonalepass) je 1884 m vysoký alpský průsmyk v Itálii, přibližně v polovině vzdušnou čarou mezi městem Trento a horskou skupinou Bernina (hranice se Švýcarskem). Průsmykem prochází státní silnice Strada Statale 42 del Tonale e della Mendola.

## Poloha
Průsmyk odděluje lombardské údolí Val Camonica na západě od údolí Val di Sole (Sulztal), bočního údolí řeky Nonstal v Trentinu na východě. Tato dvě údolí tvoří linii Tonale, západní část periadriatického švu, aktivní geologické zlomové linie, která pokračuje na východ do Furlanska a Slovinska.
Průsmyk leží na rozvodí mezi Pádem (vody tekoucí na západ) a Adiží (vody tekoucí na východ).
Na jih od průsmyku Tonale se nachází horská skupina Adamello-Presanella a na severu hlavní hřeben Ortleských Alp. Z průsmyku a několik kilometrů před ním je nádherný výhled na jih – Paradiso 2600 m a za 10–15 km vrcholy kolem Adamella (3554 m) – zatímco 3 km na sever jsou dva vrcholy Monte Tonale (2700 m).
V průsmyku se nachází italský válečný památník (Monumento Ossario) z roku 1936, kostel a hostinec Albergo della Vittoria („Hostinec vítězství“).

## Historie
Průsmyk Tonale byl od středověku důležitý pro obchodní dopravu. Hospic postavený v nadmořské výšce 1971 m severovýchodně od vlastního průsmyku je připomínkou významu, který Tonale ve středověk měl. Kdysi tudy vedla stará soumarská stezka a proto byl na tomto místě postaven hospic s románskou kaplí San Bartolomeo.
V říjnu a listopadu 1166 se hohenštaufský císař Fridrich I. Barbarossa opět vydal do Itálie, aby si podmanil vzpurné Italy. Když guelfští Veronci zablokovali Veronskou klauzu, císař je obešel tím, že překročil Tonalepass a přes Valcamonicu se dostal do Lombardie.
V letech 1854 až 1856 byla stará soumarská stezka přes průsmyk Tonale nahrazena moderní silnicí (plánovanou Antonem Geppertem), která byla původně vybudována především z vojenských důvodů. Poté, co byla v roce 1887 dokončena silnice přes Mendelův průsmyk a v roce 1938 silnice přes Gampenjoch, došlo nakonec i k modernizaci průsmyku Tonale. Průsmyk Tonale se nedočkal další modernizace, když nebyla postavena plánovaná úzkokolejná železnice mezi Tiranem a Malè, která měla překonávat jak průsmyk Tonale, tak i průsmyk Aprica.
Průsmyk býval hranicí mezi Lombardií na západě a Tyrolskem na východě. V sardinské válce v roce 1859 ztratilo Rakousko nadvládu nad Lombardií. Průsmyk se tak stal hranicí mezi Itálií a Rakouskem až do první světové války.

## První světová válka
Při výstupu z Val di Sole do průsmyku se nacházejí ruiny rakousko-uherského opevnění průsmyku Tonale.
Za horské války v letech 1915–1918 byl průsmyk součástí válečné fronty mezi Itálií a Rakousko-Uherskem. V létě 1918 zde Rakušané provedli fingovaný útok Unternehmen Lawine, aby odvedli pozornost od útoku, který skutečně plánovali na východě v průběhu druhé bitvy na Piavě.
Ve vřavě posledních dnů první světové války postoupila italská vojska také na východ přes průsmyk Tonale do údolí Non, odřízla rakousko-uherským jednotkám cestu na sever a vzala je do zajetí. Stalo se tak po bitvě u Vittoria Veneta, která byla pro Itálii vítězná, a po uzavření příměří ve Villa Gusti.
Průsmyk dnes tvoří hranici mezi italskými regiony Trentino-Alto Adige na východě a Lombardií na západě.

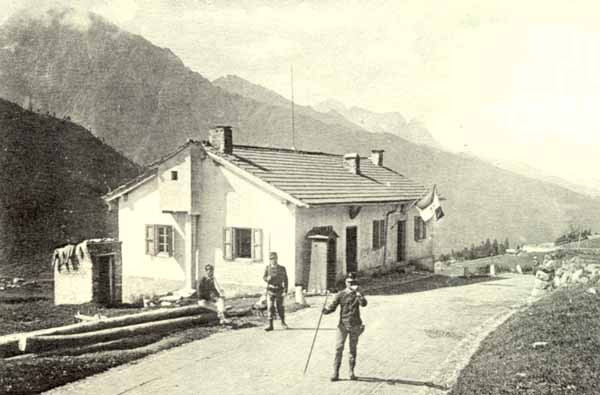
Hraniční přechod Rakousko / Itálie v průsmyku Tonale v roce 1902
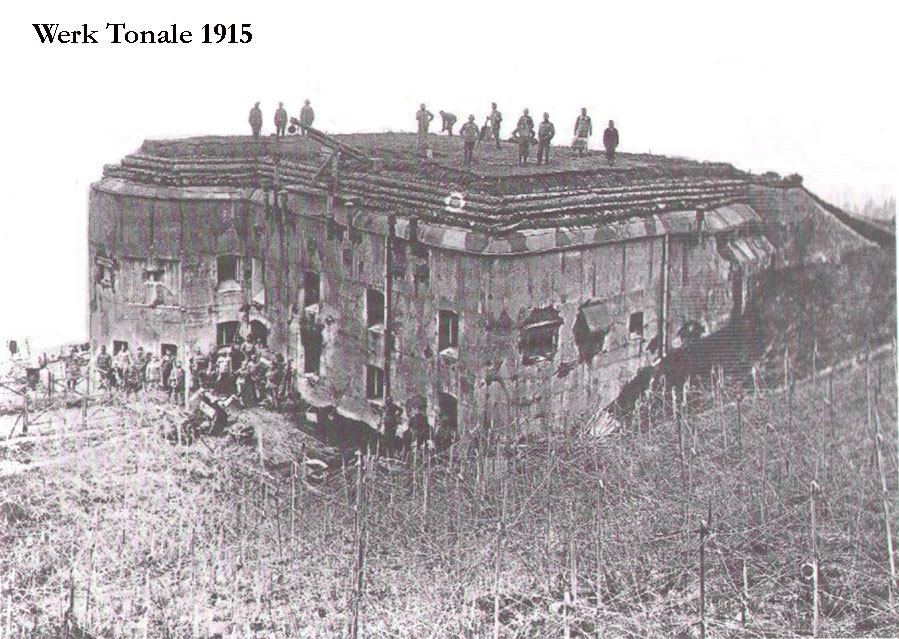
Rakouská pevnost Tonale
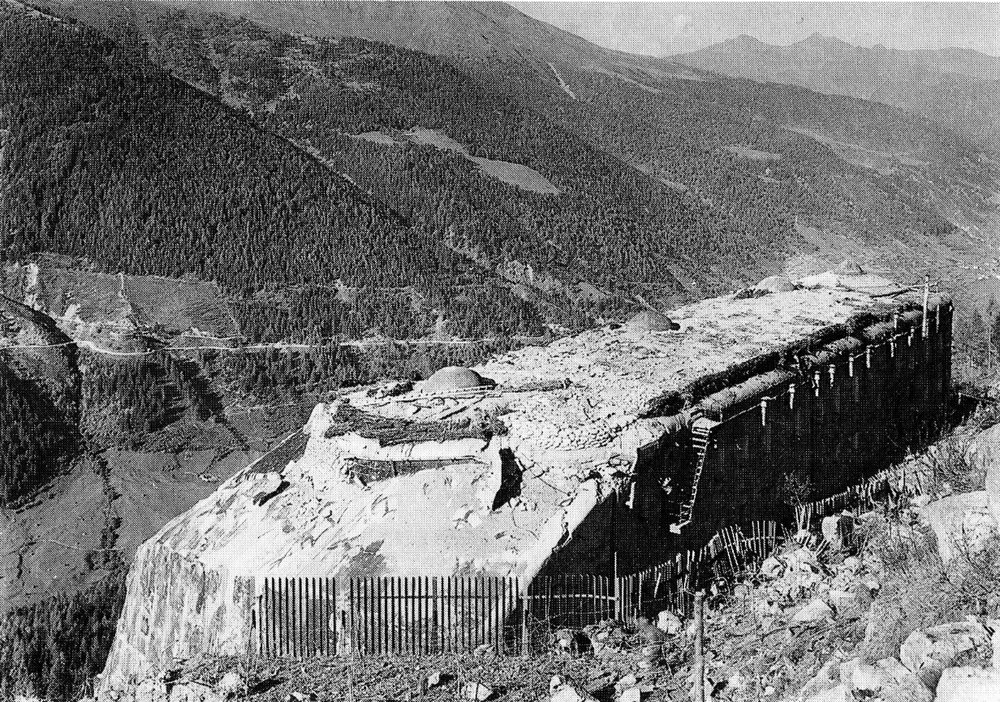
Rakouská pevnost Presanella v průsmyku Tonale
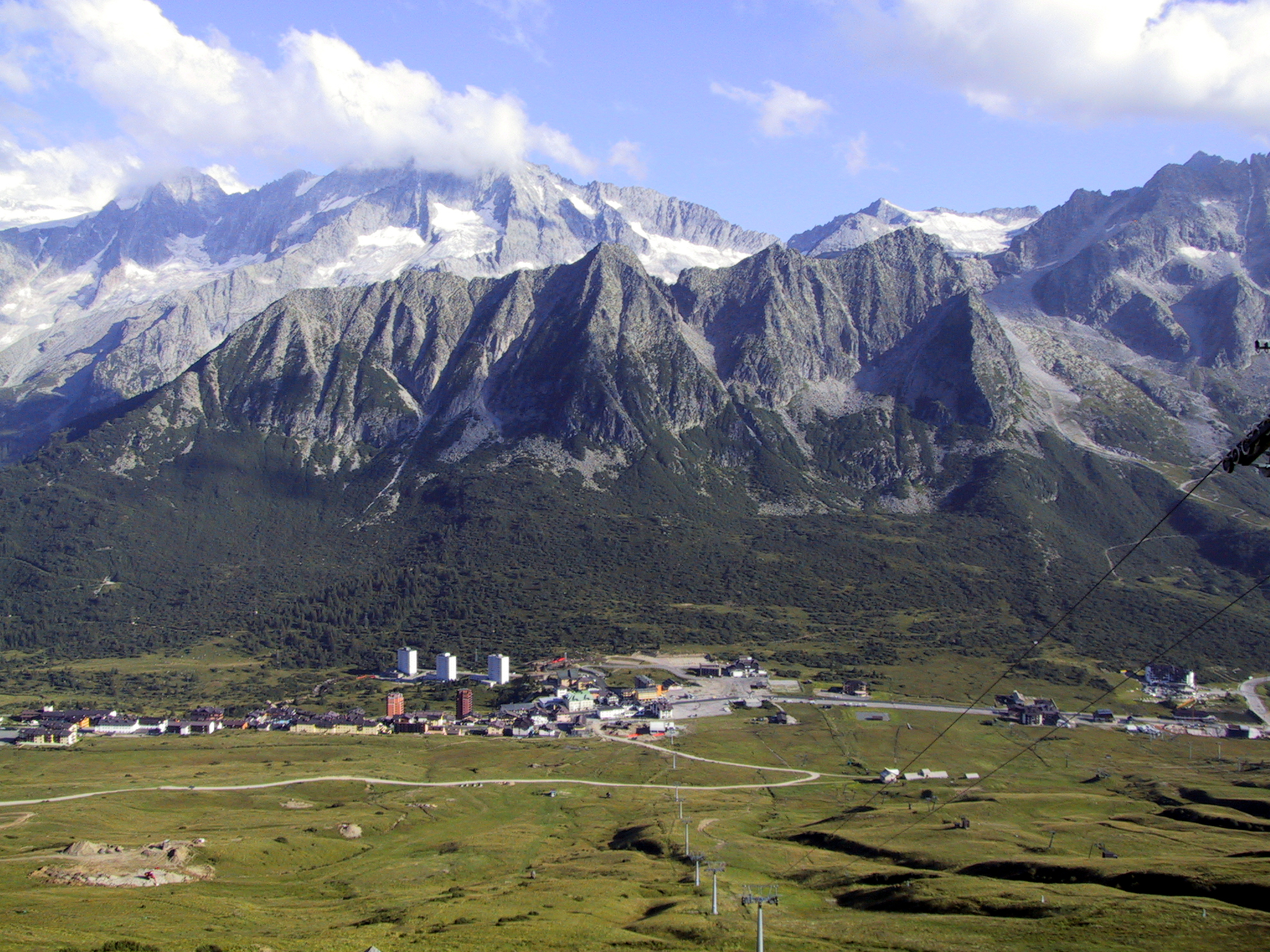
Průsmyk Tonale v létě
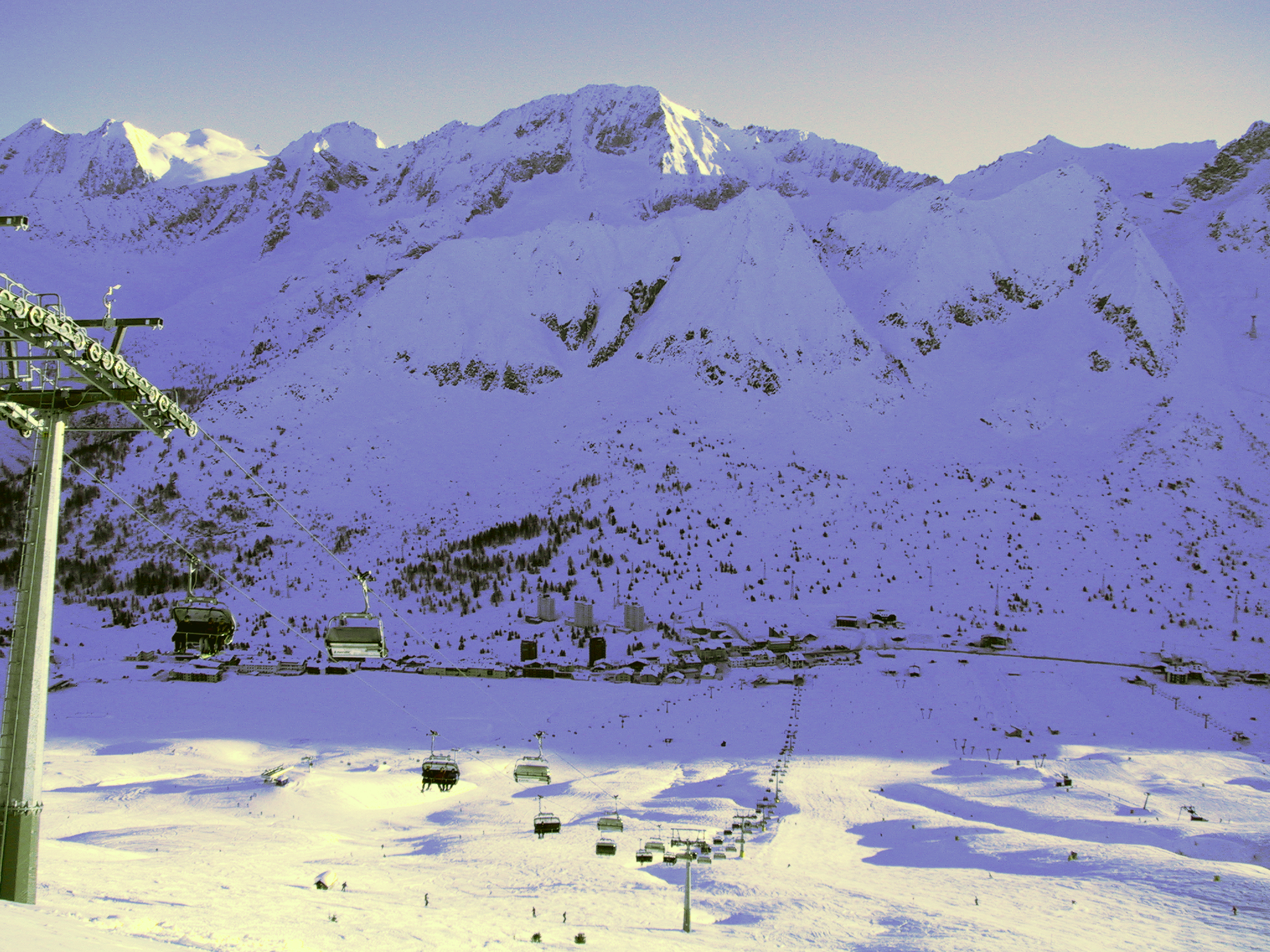
Zasněžený průsmyk Tonale
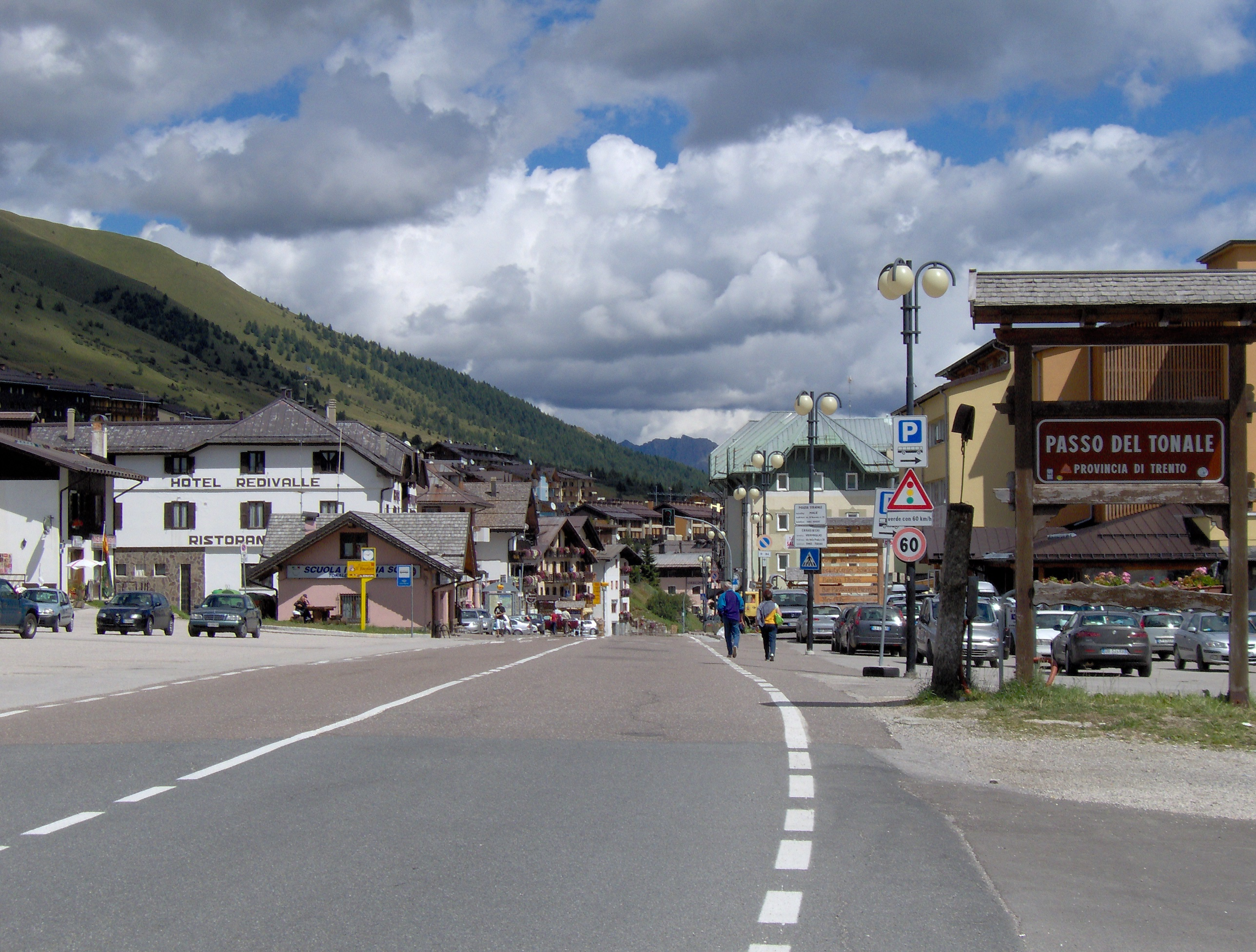
Pohled na hlavní silnici v obci s průjezdní značkou